# 相生站 (岐阜县)
相生站（日语：／ Aioi eki */?）是一個位於岐阜縣郡上市八幡町相生，屬於長良川鐵道越美南線的鐵路車站。
輕小說《農林》（のうりん）裡面虛構的「愛生站」即取材自此站。

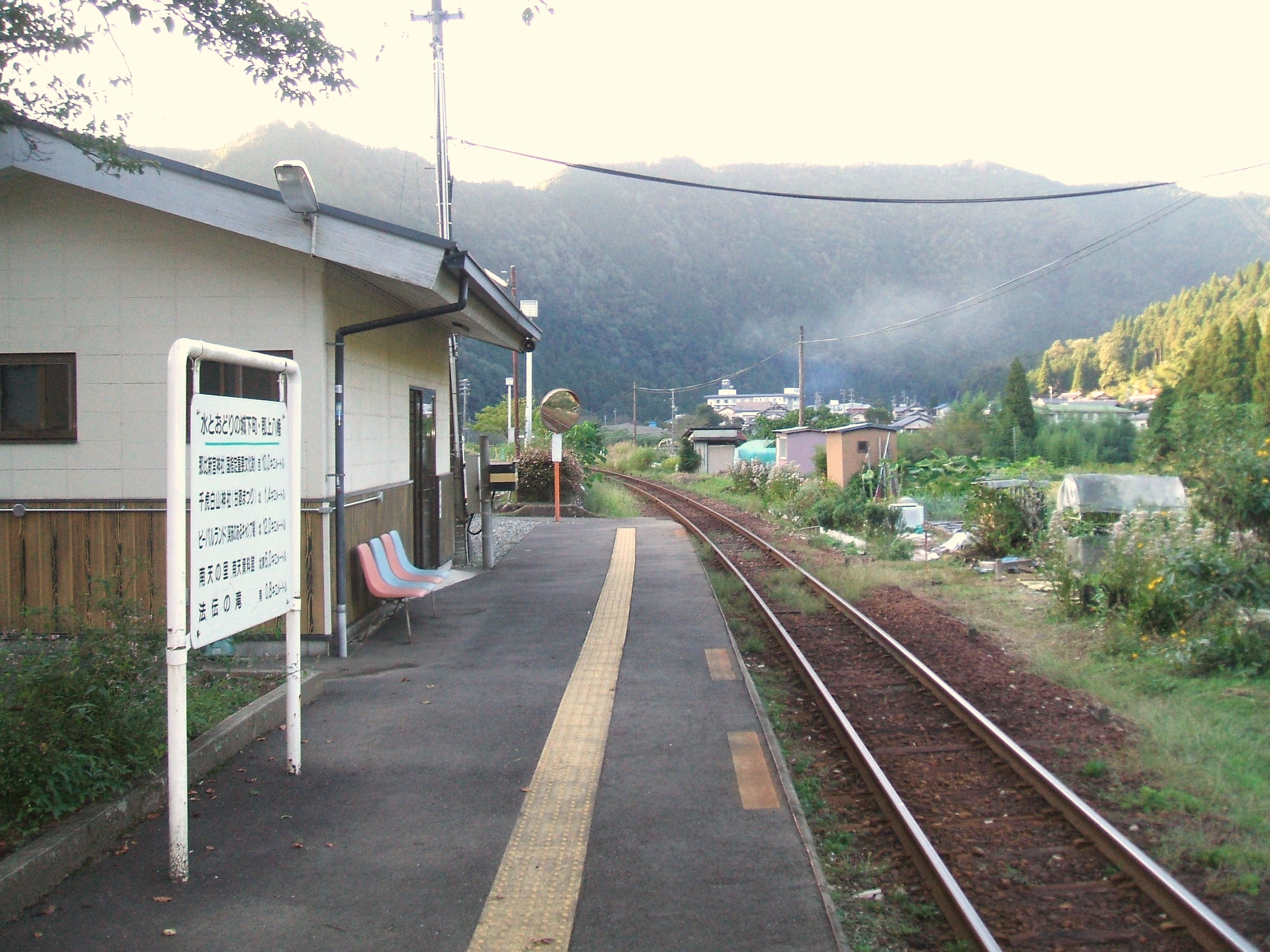
月台(2009年10月)

## 相鄰車站
長良川鐵道
越美南線
深戶－相生－郡上八幡
1. ↑  曽根悟（監修）. 朝日新聞出版分冊百科編集部（編集） , 编. . 週刊朝日百科. 26号 長良川鉄道・明知鉄道・樽見鉄道・三岐鉄道・伊勢鉄道. 朝日新聞出版. 2011-09-18: 10–11.